# Alergia al cacahuete
La alergia al cacahuete (también conocido como maní) es un tipo de alergia a los alimentos. Difiere de la alergia a los frutos secos, ya que el cacahuete pertenece a la familia de las legumbres como, por ejemplo, las lentejas y los guisantes. Por tanto, sus composición proteica no se corresponderá con la de los frutos secos.
Es una reacción de hipersensibilidad tipo 1 a sustancias alimenticias derivadas del cacahuete que causan una respuesta exagerada del sistema inmunitario. Es reconocida "como una de las más severas reacciones alérgicas alimenticias debido a su prevalencia, persistencia y reacción alérgica severa." Los síntomas físicos de la reacción alérgica pueden incluir leve picor, urticaria, angioedema, sarpullido, hinchazón facial, estornudos, rinitis, asma, dolor abdominal, bajada de la presión arterial, paro cardiaco y asfixia. La alergia al cacahuete es una de las causas más comunes de muertes por anafilaxia relacionada con alimentos.
Se estima que afecta entre el 0.4 y el 0.6% de la población. En Inglaterra, se estima que 4000 personas se diagnostican con alergia al cacahuete cada año (11 por día); 25,700 han sido diagnosticados con alergia al cacahuete por un médico en algún momento en su vida. En EE. UU. es uno de los alérgenos más comunes y ha aumentado la incidencia en los últimos años hasta estimarse que está presente el 2,5% de los niños. Esto tiene una repercusión de preocupación social que ha llevado a muchos colegios a declararse libres de cacahuetes.
Las alergias al cacahuete más graves pueden provocar anafilaxis, una situación de emergencia que requiere de atención inmediato y tratamiento con epinefrina.
Por lo general se trata con una dieta de exclusión y rechazo de alimentos que puedan contener cacahuete entero o partículas de cacahuete y/o aceites.

## Síntomas
Los síntomas de la alergia al cacahuete están relacionados con la acción de la inmunoglobulina (IgE) y otras anafilotoxinas, que actúan liberando histamina y otras sustancias mediadoras de los mastocitos (degranulación). Además de otros efectos, la histamina induce la vasodilatación de las arteriolas y la constricción de los bronquiolos en los pulmones, también conocidos como broncoespasmo (constricción de las vías respiratorias). Al menos 11 alérgenos de cacahuete han sido identificados.
Los síntomas pueden incluir leve picor, urticaria, angioedema, hinchazón facial, rinitis, vómitos, diarrea, dolor abdominal agudo, sarpullido, asma, paro cardiaco y anafilaxis.
Dentro de los síntomas más importantes nos encontramos urticaria aguda, anafilaxia, síndrome de alergia oral y esofagitis eosinofílica.
-Urticaria aguda: 
Aparece como lesiones cutáneas edematosas, va acompañada generalmente de picazón. Son la consecuencia de la vasodilatación y edema de dermis superficial, no deja ninguna marca o lesión como secuela. Se considera aguda cuando la duración es menor de 6 semanas. Uno de los mediadores químicos que provoca esto es la histamina (ya que tiene acción vasodilatadora y aumenta la permeabilidad vascular) 
-Anafilaxia:
Uno de los síntomas más importantes de la alergia al maní es la anafilaxia, la alergia a este alimento es la principal causa de anafilaxia, una emergencia médica para la cual se necesitará tratamiento urgente. Los síntomas de la anafilaxia son estrechamiento de las vías respiratorias, marcado descenso de la presión arterial, pulso acelerado, mareo, aturdimiento y pérdida del conocimiento  entre otros.
-Síndrome de alergia oral:
También conocido como SAO suele afectar a la boca y garganta los síntomas de este síndrome incluyen entre otros, picazón, cosquilleo, hormigueo, enrojecimiento, inflamación y sensación de quemazón en la cara, labios, lengua...
Estos suelen aparecer normalmente al poco tiempo de ingerir el alimento.
-Esofagitis eosinofílica:
En este caso, es el resultado de la inflamación del esófago por eosinófilos, un tipo de leucocitos que participan en la inmunidad innata. Entre los síntomas destacan la dificultad para tragar, atascamiento de alimento en el esófago después de tragar, ardor de estómago, dolor abdominal.

## Causas
La causa exacta por la cual una persona pueda desarrollar alergia al cacahuete es desconocida. Un estudio realizado en 2003 no encontró ninguna relación entre la exposición materna a los cacahuetes durante el embarazo o durante la lactancia y la aparición de la alergia en el niño. Por otro lado, el estudio encontró una correlación positiva entre el tiempo que un niño es amamantado y las probabilidades de que el mismo desarrolle alergia al cacahuete.  El mismo estudio indica que hay una relación positiva entre la exposición a los productos de leche de soja y la alergia al cacahuete.  Sin embargo, un análisis posterior hecho en Australia, utilizando un muestreo más grande, no encontró ningún vínculo entre el consumo de leche de soja y la aparición de la alergia al cacahuete, por tanto, se concluyó que la existencia de ese vínculo probablemente se debe a la preferencia en utilizar leche de soja por parte de las familias que son alérgicas a la leche de vaca. Los estudios han demostrado que la aplicación de lociones que contienen aceite de cacahuete para la piel inflamada puede producir sensibilidad al cacahuete y alergia en los niños.
Las alergias a los alimentos parece ser mucho menos común en los países subdesarrollados. La hipótesis de la higiene es un intento de entender por qué es así. Los defensores de tal hipótesis dicen que la baja incidencia de infecciones en la infancia en los países desarrollados contribuye a una mayor incidencia de las enfermedades alérgicas. La hipótesis también se utiliza para explicar por qué los primogénitos son más propensos a presentar alguna enfermedad alérgica.
Estudios comparativos han encontrado que retrasar la introducción de productos de cacahuete aumenta significativamente el riesgo de desarrollar dicha alergia, y la Asociación Estadounidense de Pediatría, en respuesta a los estudios existentes que no mostraron reducción en el riesgo de enfermedad atópica, revocó su recomendación de retrasar la exposición a los cacahuetes, junto con otros alimentos. Tampoco encontraron razón alguna para evitar cacahuetes durante el embarazo o la lactancia. Paralelamente, parece demostrarse que la introducción temprana de alimentos que contengan cacahuete a la dieta podría reducir la probabilidad de desarrolar la alergia, siendo una edad aparentemente adecuada entre los 4 y 6 meses. Un estudio conjunto entre Israel y el Reino Unido realizado en 8,600 niños observó un aumento de casi 10 veces en la incidencia de alergia al cacahuete entre niños británicos en comparación con niños israelís. Se encontró que a los niños israelíes se les dio cacahuete a una edad menor que aquellos en el Reino Unido. Asociaciones Pediátricas en Gran Bretaña y Australia recomendaron retrasar su introducción hasta los 3 años y no han cambiado su recomendación desde marzo de 2009.

## Prevalencia
De acuerdo con el Instituto Nacional de Alergias y Enfermedades Infecciosas de los EE.UU, la tasa de prevalencia de la alergia es del 0,6% entre los estadounidenses. Según un estudio de 2008, se estima que la incidencia de la alergia al cacahuete auto reportada, que no se reporta a los hospitales, afecta al 1,4% de la población de los Estados Unidos, lo cual supone el triple de la tasa de 0,4 a 0,6% reportada en un estudio de 1997. En Inglaterra, se estima que 4.000 personas son diagnosticadas con alergia al cacahuete al año (11 por día); 25,700 son diagnosticadas con alergia al cacahuete por un médico en algún momento de sus vidas. Nicholas Christakis, de la Escuela de Medicina de Harvard, afirma que el reciente aumento en el número de casos de alergia al cacahuete, y las medidas adoptadas como respuesta, se muestran como elementos de la enfermedad psicógena masiva, que se conoce como reacciones histéricas exageradas y fuera de proporción en relación con el grado de peligro. De acuerdo con Scott Sicherer del Instituto de Alimentos Jaffe de la Escuela de Medicina del Mount Sinaí, la alergia al cacahuete es una de las alergias a los alimentos más peligrosas, y una de las menos probables de superar.
La Fundación de Asma y Alergia de Estados Unidos estima que la alergia al cacahuete es una de las causas más comunes de muerte relacionada con los alimentos. Sin embargo, existe un creciente cuerpo de opinión médica que, si bien definitivamente hay sensibilidades a los alimentos, el alza dramática en la frecuencia de las alergias a las nueces y más concretamente las medidas adoptadas en respuesta a la amenaza demuestran elementos de enfermedad psicógena masiva, las reacciones por sugestión se manifiestan desproporcionadamente en relación con el peligro: [1] “El doctor Christakis señala que alrededor de 3.3 millones de estadounidenses son alérgicos a los frutos secos, y más aún -6.9 millones- son alérgicos a los mariscos. Pero de 30 millones de hospitalizaciones cada año, sólo 2,000 se deben a alergias a alimentos, y alrededor de 150 personas mueren anualmente debido a reacciones alérgicas graves a los alimentos. Ese es el mismo número de personas muertas a causa de picaduras de abejas y relámpagos combinados. Cerca de 10,000 niños son hospitalizados cada año con lesiones cerebrales traumáticas debido a los deportes, 2,000 niños se ahogan cada año, y cerca de 1,300 mueren en accidentes con armas de fuego, escribe”. El sensacionalismo de los medios también ha sido culpado.
La prevalencia entre adultos y niños es similar –aproximadamente 1%- pero por lo menos un estudio muestra que se está incrementado entre los niños en los Estados Unidos. El número de niños jóvenes afectados se duplicó entre 1997 y 2002. 25% de los niños con alergia al cacahuete la superan. En Estados Unidos, unas 10 personas al año mueren a causa de alergias al cacahuete.
Un estudio ha demostrado que la alergia al cacahuete también es condicional de la raza, en particular, los nativos americanos son menos propensos a ser alérgicos a los cacahuetes.
En 2013 Miranda Waggoner, un investigador postdoctoral de la Oficina de Población de Investigación de la Escuela de Asuntos Públicos e Internacionales Wilson Woodrow informó que el aumento de la incidencia de la percepción subjetiva de la alergia, que anteriormente se consideraba rara, no puede ser correlacionada con los datos médicos que confirman la existencia de la alergia. Peter Conrad, sociólogo médico de Universidad Brandeis, que se especializa en la medicalización de la sociedad, dijo lo siguiente sobre el estudio: "Este trabajo nos ayuda a comprender cómo una enfermedad relativamente rara, la alergia al cacahuete, se ha convertido en un riesgo público e incluso se ha visto como una epidemia propia de la infancia. Mientras que el riesgo individual es alto, el riesgo a nivel poblacional es pequeño. A veces la respuesta del público a un trastorno puede superar significativamente el potencial de riesgo real para la salud pública".

## Vías de exposición
Aunque la principal vía de exposición es la oral, hay que tener en cuenta que es frecuente que la primera sensibilización se produzca por contacto cutáneo o inhaladas en sociedades donde la distribución de las proteínas del cacahuete en el ambiente es tan amplia como en EE. UU. Así, el niño no genera tolerancia oral a este alimento ya que ha entrado en contacto con él por otras vías, lo que aumenta la probabilidad de desarrollar alergia en posteriores contactos, como la introducción del cacahuete a la dieta del niño.
Mientras que el camino más obvio y peligroso para una persona alérgica es la ingestión no intencional, algunas reacciones son posibles a través de la exposición externa. Sin embargo, algunos de ellos son controversiales, exagerados o ha sido desacreditados a través de pruebas empíricas. Una creencia común es que se puede desencadenar una anafilaxia al tocar cacahuetes o sus derivados, oler la fragancia de los cacahuetes y la simple proximidad a productos de cacahuete. Muchas de estas creencias se han traducido en prohibiciones controversiales de todos los productos de cacahuete de instalaciones completas, tales como escuelas y centros médicos. El pediatra de Harvard, Dr. Michel C. Young señala en su libro The Peanut Allergy Answer Book (libro de respuestas acerca de la alergia al cacahuete) que, si bien un contacto secundario puede exponer un riesgo al individuo alérgico, la ocurrencia de una reacción es poco frecuente y se limita a síntomas menores. Se ha observado que algunas reacciones son de naturaleza psicógena, el resultado del condicionamiento y creencia en lugar de una reacción química verdadera. Estudios con grupos de control y enmascarados, realizados por Sicher et al. Fueron incapaces de producir reacción alguna usando el olor de la mantequilla de cacahuete o su proximidad. Dicho esto, algunas actividades como cocinar o el descascarillado o aplastamiento en gran escala de cacahuete (tal como un entrono de producción agrícola o de fábrica) puede causar que las partículas sean trasportadas por el aire y puede ocasionarle problemas respiratorios a aquellos individuos alérgicos que se encuentren cerca. Del mismo modo, se ha sabido que los residuos en las superficies pueden causar erupciones leves en la piel, aunque no anafilaxia. [

## Alérgenos del cacahuete
| Arah1(Vicilina)   | Arah1 y Arah2 son reconocidos por el 95% de los alérgicos al cacahute. Alérgenos que han podido ser caracterizados secuenciados y clonados. |
| Arah2(conglutina) | Arah1 y Arah2 son reconocidos por el 95% de los alérgicos al cacahute. Alérgenos que han podido ser caracterizados secuenciados y clonados. |
| Arah3(glicinina)  | Arah1 y Arah2 son reconocidos por el 95% de los alérgicos al cacahute. Alérgenos que han podido ser caracterizados secuenciados y clonados. |
| Arah4(Glicinina)  | Alérgenos menores en el cacahuete. |
| Arah5(Profilina)  | Alérgenos menores en el cacahuete. |
| Arah7(conglutina) | Alérgenos menores en el cacahuete. |
| Arah6(conglutina) | Se cree que la respuesta mediada contra Arah6 produce reacciones de hipersensibilidad más severas.                                          |

## Diagnóstico y tratamiento
El diagnóstico de las alergias a los alimentos, incluyendo la alergia al cacahuete, comienza con el análisis del historial médico y un examen físico del paciente. Las directrices del Instituto Nacional de Alergias y Enfermedades Infecciosas recomiendan que los padres y pacientes que reportan algún tipo de alergia a los alimentos sean examinados por un médico, ya que "varios estudios demuestran que de un 50% a 90 % de las supuestas alergias a los alimentos no son realmente alergias."
Se pueden utilizar pruebas de punción de la piel para confirmar alergias a determinados alimentos. Las pruebas de punción de la piel están diseñadas para identificar una conexión específica entre la IgE y los mastocitos cutáneos. Durante la prueba, un alérgeno hecho de extracto de glicerina y en forma de gotas se coloca sobre la piel del paciente, la cual es pinchada a continuación sobre el lugar donde se depositaron las gotas. Este procedimiento se repite con dos controles: Una gota de histamina diseñada para provocar una respuesta alérgica y una gota de solución salina diseñada para que no se obtenga ninguna respuesta alérgica. La roncha que se desarrolla a partir de la caída del extracto de glicerina se compara con la de la solución salina. La prueba alérgica se considera positiva cuando la roncha del extracto de glicerina es 3 mm más grande que la producida por la de la solución salina. La prueba cutánea positiva tiene aproximadamente 50 % de precisión, por lo que una prueba cutánea positiva por sí sola no es diagnóstico de alergias a los alimentos. Otro tipo de prueba, también relacionada con la IgE, es la cuantificación de esta inmunoglobulina en plasma. Se puede realizar ante distintos alérgicos y aunque no cuenta con una alta sensibilidad, sirve para estimar la posibilidad de una futura reacción alérgica.
El "estándar de oro" de las pruebas diagnósticas es el test oral de alimentos utilizando placebo controlado mediante el método de doble ciego (o ensayo a doble ciegas). Por lo menos dos semanas antes de una prueba oral, el paciente debe someterse a una dieta de eliminación donde el alérgeno sospechoso se evita completamente. Durante la prueba oral, se administra al paciente una ración adecuada a su edad del alérgeno sospechoso en una escala que se incrementa de manera proporcional. El paciente es monitoreado continuamente durante la prueba, y el desafío es detener la reacción alérgica y administrar el tratamiento inmediatamente a la primera señal objetiva de reacción alérgica.
La utilización del test oral no plantea "riesgos inherentes y significativos." En un estudio compuesto por 584 desafíos orales de alimentos administrado a 382 pacientes, el 48% (253) de los testes tuvieron como resultado reacciones alérgicas. 28 % ( 72 ) de éstos resultaron en reacciones "graves," definidos por el estudio como un paciente que presenta los siguientes síntomas: leve dificultad respiratoria; irregularidades cardiovasculares; o cualesquiera otro síntoma leve. Los testes orales con placebo controlados consumen mucho tiempo y requieren una estrecha supervisión médica. Debido a estos inconvenientes, los desafíos a los alimentos abiertos son la forma más común de testes orales. Los desafíos a los alimentos abiertos son aquellos en los que un paciente se alimenta de una porción adecuada a su edad de un alimento que contiene el alérgeno sospechoso en su forma natural. La observación de los síntomas que resultan de la ingestión del alimento, tales como vómitos o la aparición de ronchas, se considera diagnóstico de alergia a los alimentos si los síntomas se correlacionan con los hallazgos presentes en la historia clínica del paciente y las pruebas de laboratorio, tales como la prueba de pinchazo en la piel.
En la actualidad no existe un tratamiento confirmado para prevenir o curar las reacciones alérgicas a los cacahuetes; sin embargo, algunos niños han estado participando recientemente en un método para tratar la alergia al cacahuete. Este método consiste en alimentar al niño con minúsculas cantidades de cacahuete las cuales se van aumentando gradualmente con el fin de desensibilizar el sistema inmune a los alérgenos del cacahuete. Evitar el cacahuete de manera estricta es la única forma de prevenir una reacción alérgica, ya que el único tratamiento es sintomático; en caso de anafilaxia la mejor medida es la inyección de epinefrina, normalmente intramuscular, además de la administración de antihistamínicos, broncodilatadores y esteroides.
Varias sociedades han prometido un anti-alérgico pero hasta ahora sin resultados concretos.

## Desensibilización mediante inyección de cacahuete
Un estudio previo y con éxito de inyecciones en dosis crecientes del alérgeno de cacahuete se llevó a cabo en 1996. Sin embargo, uno de los participantes murió de laringoespasmo segundos después debido a un error de la farmacia en calcular la dosis. El trágico incidente terminó abruptamente por sí solo uno de los únicos estudios de desensibilización a alergias de cacahuete mediante inyecciones del alérgeno.

## Desensibilización oral
Un estudio de desensibilización en la Universidad Duke se llevó a cabo con dosis crecientes de proteína de cacahuete. Ocho niños con alergia conocida al cacahuete recibieron dosis crecientes de proteína de cacahuete en forma de harina molida mezclada con salsa de manzana u otro alimento. Para entrar en el estudio, el nivel de IgE debía ser superior a 7 kU/L y dar una prueba cutánea positiva. El primer día, se les da 0.1 mg de proteína de cacahuete, luego la cantidad de cacahuete se incrementa gradualmente a 50mg, si es tolerada, en el primer día. Alrededor de la mitad de los niños toleraron dosis de 50 mg al final de día, mientras que los otros fueron capaces de llegar a 12.5 mg o 25 mg. Los niños siguieron tomando dosis diarias de cacahuete en casa, regresando al hospital cada dos semanas para aumentar la dosis hasta llegar a 300 mg de proteína de cacahuete por día, o el equivalente de un cacahuete. La fase de mantenimiento siguiente duró hasta 18 meses, dependiendo de la cantidad de cacahuete que el niño tolerase. Siete niños completaron el estudio. A estos niños se les dio un “desafío alimenticio” a la harina de cacahuete, exponiéndolos a un máximo de casi 8 gramos, o el equivalente a más de 13 cacahuetes. Cinco de los siete niños toleraron el equivalente de 13 cacahuetes en el desafío alimenticio al final del estudio. Los resultados inmunológicos de los niños fueron similares a los observados con otros tipos de inmunoterapia, un aumento inicial, seguido de un descenso en la IgE y IgG específica al cacahuete. También tuvieron un aumento del IgG4 específico al cacahuete a través del estudio, que se cree que es un marcador de protección en otras formas de inmunoterapia.
En febrero de 2009 un estudio exitoso de desensibilización fue anunciado por el Hospital de Addenbrooke en Cambridge, Inglaterra. Un ejemplo del protocolo de inmunoterapia oral, es la administración de cacahuete diluido a una dosis de 0.1 mg (1 ml de una solución al 1 g/10L), y el aumento de 10 veces cada 30 minutos. Una vez alcanzada la dosis máxima de 50 mg (1ml de una solución a 5g/100 ml) o cuando se produjera una reacción sistémica o local, se detendría el aumento gradual. El paciente se mantiene con su máxima dosis del primer día y se va aumentando al doble a una velocidad menor cada semana, o cada mes, dependiendo de la tolerancia o del protocolo usado. Las reacciones se tratan con antihistamínicos, y si son necesarios, medicamentos anafilácticos. Se están desarrollando protocolos estándar por varios ensayos clínicos realizados en los Estados Unidos. En 2014 el mismo grupo anunció nuevos resultados de los ensayos, en los que más de la mitad de los niños que participan en una segunda fase del estudio fueron capaces de tolerar dosis equivalentes a alrededor de 10 cacahuetes al día. Una quinta parte de los niños que recibieron la terapia declararon haber experimentado pequeños inconvenientes, siendo los más comunes picazón en la boca. Sin embargo, un niño tuvo que retirarse del ensayo después de dos dosis. Se miden los niveles IgE del suero anti cacahuete pre y post estudio, y se comparan dosis variables y horarios de incrementos a grupos de control enmascarados (placebo) en protocolos de estudio. Los tratamientos de desensibilización reales se llevan a cabo en la comunidad a través de protocolos modificados. Protocolos estándares están siendo desarrollados mediante diversos ensayos clínicos realizados en los Estados Unidos. En esos estudios se miden antes y después los niveles de IgE del suero anti cacahuete, y se comparan diferentes dosis y horarios de incremento con placebo en ensayos de estudio ciego. Tratamientos actuales de desensibilización se están llevando a cabo en la comunidad a través de protocolos modificados. El éxito ha sido constatado tanto en protocolos rápidos (duración corta de la semana) como en los protocolos lentos (esparcido en meses), con reacciones sistémicas mínimas. El primer día del protocolo a menudo requiere hospitalización o la observación en el consultorio de un médico equipado con fármacos de reanimación y con acceso intravenoso. Se requiere seguimiento frecuente durante los ensayos de desensibilización para tratar reacciones y modificar el protocolo si es necesario. Debido a la relativa seguridad de la inmunoterapia rápida oral, algunos miembros de la comunidad médica han cuestionado si la desensibilización es mejor que vivir con la alergia al cacahuete.

## Inmunoterapia de desensibilización sublingual
La inmunoterapia de desensibilización sublingual es el proceso de desensibilización alérgica en el que se pone gradualmente crecientes dosis de un extracto alérgico debajo de la lengua del paciente. El extracto puede ser ingerido o escupido. Utilizando la técnica de saliva sublingual, el extracto de alérgeno se mantiene bajo la lengua durante un breve período antes de que el paciente escupa la vacuna. La técnica de saliva sublingual se utilizó en algunos de los primeros estudios de la inmunoterapia sublingual. La mayoría de los estudios utilizaron la técnica sublingual de engullir, donde el extracto alergénico fue colocado debajo de la lengua durante 1-2 minutos antes de que el paciente engullera la vacuna. Una revisión de la inmunoterapia de desensibilización sublingual realizada en 2017? encontró que "la aplicabilidad de la inmunoterapia sublingual en la población general de pacientes con alergia a los alimentos sigue siendo poco clara."

## La inmunoterapia de desensibilización epicutánea
La inmunoterapia de desensibilización epicutánea es la introducción de proteínas de extracto del cacahuete depositada sobre la piel intacta con el fin de desensibilizar a las personas con alergias a los cacahuetes.
En un estudio publicado en octubre de 2010, un grupo de ratones sensibilizados al cacahuete fue expuesto al alérgeno del cacahuete y tratado mediante la utilización de parches Viaskin por medio de la Tecnología DBV. Otro grupo fue tratado con inmunoterapia subcutánea antes de ser expuesto a los alérgenos de cacahuete. El estudio encontró que la inmunoterapia epicutánea era tan "eficiente" en el tratamiento como la inmunoterapia subcutánea. Otro estudio encontró que la inmunoterapia epicutánea fue eficaz en el tratamiento de las lesiones gastrointestinales inducidas por la exposición oral prolongada a los alérgenos de cacahuete en ratones sensibilizados al cacahuete. Estudios posteriores han demostrado que la aplicación de parches de inmunoterapia epicutánea sobre la piel lesionada o dañada refuerza las reacciones alérgicas en ratones sensibles al cacahuete.
Más tarde, en 2010, un estudio clínico de fase Ib se llevó a cabo en los EE. UU. para evaluar la seguridad de la inmunoterapia epicutánea en humanos con alergia al cacahuete utilizando parches Viaskin. 100 sujetos fueron incluidos en este estudio. 90% de los individuos que participaron en el estudio experimentaron reacciones leves o moderadas localizadas alrededor de la zona de tratamiento, pero no se observó reacciones graves o epinefrina en ninguno de ellos. En 2013, empezó la segunda etapa del estudio con el uso de las Tecnologías DBV, en el cual se examinó la seguridad y la eficacia de su sistema de inmunoterapia epicutánea Viaskin en seres humanos. Esta terapia utiliza un parche que se aplica sobre la piel para suministrar PPE (extracto de proteína del cacahuete)  a los usuarios. Datos seguros fueron extraídos de este estudio después de 12 y 18 meses y los mismos estaban en consonancia con las conclusiones del estudio anterior.

## Cacahuetes libres de alérgenos
El 20 de julio de 2007, la Universidad Técnica Estatal y Agrónoma de Carolina del Norte anunció que uno de sus científicos, Dr. Mohamed Ahmedna, había desarrollado un proceso para hacer cacahuetes libres de alérgenos. Las pruebas iniciales mostraron una desactivación del 100 por ciento de los alérgenos en cacahuetes tostados enteros y sueros humanos de personas severamente alérgicas no mostraron reacción alguna al exponerse a los cacahuetes procesados. Las compañías de alimentos han expresado un interés en licenciar el proceso, que supuestamente no degrada el sabor o la calidad del cacahuete tratado, y que incluso resulta en un procesado más fácil para usarlo como ingrediente en los productos alimenticios.